# Langnau am Albis
Langnau am Albis är en ort och kommun  i distriktet Horgen i kantonen Zürich, Schweiz. Kommunen har 8 157 invånare (2023).
I kommunen ligger Albispasset.

## Historia
Langnau am Albis nämndes första gången mellan 1101 och 1150 som Langenow (från en 1300-talskopia av det ursprungliga dokumentet).  Mellan 1133 och 1167 kallades den  Langenouw.

### Fotnoter
1. ↑  ”Arealstatistik Standard - Gemeinden nach 4 Hauptbereichen”. Bundesamt für Statistik. https://www.bfs.admin.ch/bfsstatic/dam/assets/6646410/master. Läst 20 september 2019.
2. 1 2  ”Bilanz der ständigen Wohnbevölkerung nach Bezirken und Gemeinden, 1991-2023” (på tyska/franska/italienska/engelska). Bundesamt für Statistik. 22 augusti 2024. https://www.bfs.admin.ch/asset/de/32229243.
3. ↑  ”Langnau am Albis” (på tyska). Historisches Lexikon der Schweiz. 22 november 2007. http://www.hls-dhs-dss.ch/textes/d/D99.php. Läst 15 januari 2015.